# Atrophaneura sycorax
Atrophaneura sycorax är en fjärilsart som först beskrevs av Grose-smith 1885.  Atrophaneura sycorax ingår i släktet Atrophaneura och familjen riddarfjärilar. Inga underarter finns listade i Catalogue of Life.